# Gunnerus Bank
Gunnerus Bank (norska: Gunnerusbanken) är en sandbank i Antarktis. Den ligger i havet utanför Östantarktis. Norge gör anspråk på området.